# Sun Caged (album)
Sun Caged is het debuutalbum van Sun Caged, uitgebracht in 2003 door Lion Music.

## Track listing
1. "Sedation" − 7:57
2. "Sun Caged" − 6:23
3. "Home" − 6:37
4. "Soil" − 6:52
5. "Hollow" − 5:12
6. "Closing In" − 5:58
7. "The Eighth Day" − 5:41
8. "Secrets of Flight" − 9:07
9. "Unchanging" − 5:09

## Band
- André Vuurboom - Zanger
- Marcel Coenen - Gitarist
- Rob Van Der Loo - Bassist
- Joost van den Broek - Toetsenist
- Dennis Leeflang - Drummer